# Luis Induni
Luigi Induni Radici, connu comme Luis Induni, né à Romano Canavese le 5 mars 1920, décédé à Barcelone le 31 décembre 1979, est un acteur italien.

## Biographie
Luigi Induni combat du côté de l'Axe pendant la Seconde Guerre mondiale, et se réfugie en Espagne à la fin du conflit. Il vit à Barcelone dans une grande pauvreté.
Il entre dans le monde du cinéma en acceptant des emplois de ménage pour Ignacio Iquino, et peut ainsi dormir dans les studios plutôt que dans la rue. Commençant comme figurant ou comme rôle mineur, il joue dès les années 1960 dans de nombreux westerns spaghetti, souvent dans le rôle du shérif. Dans les années 1970, il intervient dans divers thrillers.

## Filmographie partielle

### Cinéma

#### Années 1950
- 1950 : Black Jack, de Julien Duvivier et José Antonio Nieves Conde
- 1951 : Duda (es) de Julio Salvador (es) : adjoint du commissaire
- 1952 : Luna de sangre (es) de Francisco Rovira Beleta : un soldat français
- 1953 : Le Feu dans le sang (es) (Fuego en la sangre), d'Ignacio Iquino
- 1953 : Zorro se démasque (La montaña sin ley) de Miguel Lluch : El Escribano
- 1953 : Concierto mágico (es) de Rafael J. Salvia
- 1954 : Une balle suffit (La canción del penal), de Juan Lladó et Jean Sacha
- 1955 : El canto del gallo, de Rafael Gil : Sergent Lubeck
- 1955 : Lo que nunca muere (es), de Julio Salvador : Hassan
- 1956 : Le Plus Beau Jour de sa vie (Un traje blanco), de Rafael Gil : Andrés
- 1957 : Le Petit Vagabond (El pequeño ruiseñor) d'Antonio del Amo : Gonzalo
- 1958 : La mina, de Giuseppe Bennati : sergent de police
- 1959 : Les Révoltés d'Alcantara (es) (Diego Corrientes), d'Antonio Isasi-Isasmendi : Mochuelo

#### Années 1960
- 1960 : Cibles vivantes (Altas variedades), de Francisco Rovira Beleta : représentant du cirque autrichien
- 1961 : Siega verde, de Rafael Gil : Janot
- 1961 : Les Corsaires des Caraïbes (es) (Il conquistatore di Maracaibo), d'Eugenio Martín : Blaine
- 1962 : La Guerre des mômes (La banda de los ocho), de Tulio Demicheli
- 1962 : L'Épée du Cid (La spada del Cid), de Miguel Iglesias : Don Gonzalo
- 1962 : Dulcinée (Dulcinea), de Vicente Escrivá : capitaine de l'escorte
- 1963 : Le Castillan (El valle de las espadas), de Javier Setó : capitaine
- 1963 : Le triomphe d'El Cordobès (es) (Chantaje a un torero), de Rafael Gil : touriste allemand
- 1963 : Les Cavaliers sans peur (José María), de Josep Maria Forn : Don Pedro
- 1964 : Les Trois Implacables (El sabor de la venganza), de Joaquín Luis Romero Marchent : Westfall
- 1964 : Billy le Kid (Fuera de la ley), de León Klimovsky : Pryce
- 1964 : Les Deux Violents (it) (I due violenti), de Primo Zeglio : Barnes
- 1964 : Sept du Texas (Antes llega la muerte), de Joaquín Luis Romero Marchent : Donald
- 1964 : Pour un whisky de plus (Cavalca e uccidi), de José Luis Borau et Mario Caiano : Steve Tunnell
- 1964 : Les Pistoleros (it) (La tumba del pistolero), d'Amando de Ossorio : shérif
- 1964 : Les Pistolets maudits de Dallas (Las malditas pistolas de Dallas), de José María Zabalza : M. Stone
- 1965 : Seul contre tous (El hijo de Jesse James), d'Antonio del Amo : Marshall / Bob Ford
- 1965 : Texas' Jim (it) (Los cuatreros), de Ramón Torrado : Thompson
- 1965 : L'Homme d'Istambul (Estambul 65), d'Antonio Isasi-Isasmendi : Thug
- 1965 : La Chute des Mohicans (Uncas, el fin de una raza), de Mateo Cano : Hawkeye / Oeil-de-faucon
- 1965 : Dans les mains du pistolero (Ocaso de un pistolero), de Rafael Romero Marchent : Capataz de Castle
- 1965 : Tierra de fuego (it), de Jaime Jesús Balcázar et Mark Stevens : Saul
- 1965 : Cent Mille Dollars pour Ringo (100.000 dollari per Ringo), d'Alberto De Martino : shérif
- 1965 : Quatre Hommes à abattre (I 4 inesorabili), de Primo Zeglio : shérif Luke
- 1965 : Les Renégats du désert (Una ráfaga de plomo), de Paolo Heusch et Antonio Santillán
- 1965 : Tumba para un forajido (it), de José Luis Madrid
- 1965 : Creuse ta fosse, j'aurai ta peau (Perché uccidi ancora), de José Antonio de la Loma et Edoardo Mulargia : Lewis McDougall
- 1966 : El Texican (The Texican), de Lesley Selander[1]
- 1966 : Baraka sur X 13, de Maurice Cloche et Silvio Siano
- 1966 : La Vengeance de Sol Lester (La venganza de Clark), de José Luis Madrid
- 1966 : L'Armée Brancaleone (L'armata Brancaleone), de Mario Monicelli : Luigi di Sangi
- 1966 : Agent 3S3, massacre au soleil (Agente 3S3 - Massacro al sole), de Sergio Sollima : Michael Smith, agent 3S4
- 1966 : Pas de pitié pour Ringo (Dos pistolas gemelas), de Rafael Romero Marchent : shérif
- 1966 : Djurado, de Giovanni Narzisi : Tucan[2]
- 1966 : Guet-apens à Téhéran (Das Geheimnis der gelben Mönche), de Manfred R. Köhler : Dr Yang
- 1966 : Un certain monsieur Bingo (Requiem per un agente segreto), de Sergio Sollima : Charles Bressart
- 1966 : La Femme perdue (La mujer perdida), de Tulio Demicheli
- 1966 : Gringo, jette ton fusil (El aventurero de Guaynas), de Joaquín Luis Romero Marchent : serviteur de Villarda
- 1966 : Django ne pardonne pas (Mestizo), de Julio Buchs : Bordeaux
- 1967 : Un doigt sur la gâchette (Dove si spara di più), de Gianni Puccini et Paul Naschy : Bill Mounters
- 1967 : L'Homme qui a tué Billy le Kid (El hombre que mató a Billy el Niño), de Julio Buchs : Maurice
- 1967 : Le Magnifique Texan (Il magnifico texano), de Luigi Capuano : shérif
- 1967 : Monsieur Dynamite (Mister Dynamit - Morgen küßt euch der Tod), de Franz Josef Gottlieb : capitaine de l'U-Boot
- 1967 : L'Homme qui venait pour tuer (Un hombre vino a matar), de León Klimovsky : Vic
- 1967 : Un fusil pour deux colts (Voltati... ti uccido!, d'Alfonso Brescia : shérif
- 1968 : Qui a tué Fanny Hand ? (Killer adios), de Primo Zeglio : shérif Clint Simpson
- 1968 : Gringo joue et gagne (Tutto per tutto), d'Umberto Lenzi : Norton
- 1968 : Pas de pardon, je tue (Fedra West), de Joaquín Luis Romero Marchent : frère de Fedra
- 1968 : Les Pistoleros du Nevada (¿Quién grita venganza?), de Rafael Romero Marchent : Steve Rodgers
- 1969 : Chicago 1929 (Tiempos de Chicago), de Julio Diamante : Mike
- 1969 : La Patrouille des sept damnés (Comando al infierno), de José Luis Merino : aubergiste
- 1969 : Les Étrangers, de Jean-Pierre Desagnat
- 1969 : La Légion des damnés (La legione dei dannati), d'Umberto Lenzi
- 1969 : Garringo, de Rafael Romero Marchent : docteur Grayson
- 1969 : Le Clan des frères Mannata (¡Viva América!), de Javier Setó
- 1969 : Django ne prie pas (I vigliacchi non pregano), de Mario Siciliano
- 1969 : Johnny Ratón (es), de Vicente Escrivá : commissaire
- 1969 : Les Guerriers de l'enfer (I diavoli della guerra, de Bitto Albertini
- 1969 : On continue à l'appeler fils de... (El Zorro justiciero), de Rafael Romero Marchent : shérif

#### Années 1970
- 1970 : Les Desperados de l'Arizona (Los rebeldes de Arizona), de José María Zabalza : Ralston
- 1970 : Vingt Pas vers la mort (Veinte pasos para la muerte), de Manuel Esteba et Antonio Mollica
- 1970 : Quand Satana empoigne le colt (Manos torpes), de Rafael Romero Marchent : Charly
- 1970 : Le Corsaire des sept mers (El corsario), d'Antonio Mollica
- 1970 : Et Sabata les tua tous (Un par de asesinos), de Rafael Romero Marchent : shérif Lawson
- 1970 : Arriva Sabata... (Arriva Sabata!...), de Tulio Demicheli : Charlie McFarland
- 1970 : Du plomb sur Dallas (Plomo sobre Dallas), de José María Zabalza : Ralston
- 1970 : Bonnes funérailles, amis, Sartana paiera (Buon funerale amigos!... paga Sartana), de Giuliano Carnimeo : shérif
- 1970 : Quatre Déserteurs (Cuatro desertores), de Pascual Cervera
- 1970 : Une traînée de poudre, les pistoleros arrivent (Una nuvola di polvere... un grido di morte... arriva Sartana), de Giuliano Carnimeo : shérif de Sandy Creek
- 1971 : Creuse ta tombe Garringo, Sabata revient (Abre tu fosa amigo... llega Sabata), de Juan Bosch Palau : shérif
- 1971 : Prince noir (Black Beauty), de James Hill : sergent
- 1971 : L'Homme qui venait de la haine (El hombre que vino del odio), de León Klimovsky : inspecteur
- 1971 : Captain Apache, d'Alexander Singer : représentant Collier
- 1971 : Plus venimeux que le cobra (L'uomo più velenoso del cobra), de Bitto Albertini : Humphrey
- 1971 : Les Pétroleuses, de Christian-Jaque et Guy Casaril
- 1972 : Méfie-toi Ben, Charlie veut ta peau (Amico, stammi lontano almeno un palmo...), de Michele Lupo
- 1972 : Tu seras la proie des vautours (Un dólar de recompensa), de Rafael Romero Marchent : père de Danny
- 1972 : Je signe avec du plomb... Garringo (Una bala marcada), de Juan Bosch Palau : shérif Cassidy
- 1972 : Mon cheval, mon colt, ta veuve (Tu fosa será la exacta... amigo), de Juan Bosch Palau : shérif Appleton
- 1972 : Il n'y a plus de saints au Texas (La caza del oro), de Juan Bosch Palau : Travers
- 1972 : Clint, une corde pour te pendre (Il ritorno di Clint il solitario), d'Alfonso Balcázar : Arnold McKinley
- 1973 : Ricco, de Tulio Demicheli : Gaspare Aversi, le père de Ricco
- 1973 : Storia di karatè, pugni e fagioli, de Tonino Ricci : shérif
- 1974 : Es knallt - und die Engel singen, de Dieter Geissler et Roberto Leoni
- 1974 : Dieci bianchi uccisi da un piccolo indiano, de Gianfranco Baldanello
- 1975 : Dans les griffes du loup-garou (La maldición de la bestia), de Miguel Iglesias : Sekkar Khan
- 1975 : Le Blanc, le Jaune et le Noir (Il bianco, il giallo, il nero), de Sergio Corbucci
- 1975 : Exorcismo, de Juan Bosch Palau : Udo
- 1975 : Das Tal der tanzenden Witwen, de Volker Vogeler : Bill Flanagan
- 1975 : Robin Hood nunca muere (it), de Francesc Bellmunt : géant
- 1978 : Tatouage (Tatuaje), de Bigas Luna
- 1979 : La Diablesse (Sensività), d'Enzo G. Castellari :  père de Lillian

### Télévision
- 1972 : Poly en Espagne, série télévisée : 13 épisodes : Sánchez
- 1973 : L'Île mystérieuse (La isla misteriosa), de Juan Antonio Bardem et Henri Colpi